# Gornja Jutrogošta
Gornja Jutrogošta (szerbül: Горња Јутрогошта), falu Bosznia-Hercegovinában, Bosanska krajina területén, Prijedor községben, a Szerb Köztársaságban. 

## Fekvése
Bosznia-Hercegovina északnyugati részén, Banja Lukától légvonalban 52, közúton 66 km-re északnyugatra, községközpontjától légvonalban 10, közúton 13 km-re északra, a Potkozarjei dombvidékén, 250 – 400 méteres tengerszint feletti magasságban fekszik. Több, szétszórt, kis településből áll. Gornja Jutrogošta mezőgazdasági terület. A terep alkalmas gyümölcstermesztésre és szőlőtermesztésre, valamint állattartásra. Vízben és természetes forrásokban gazdag táj. A falunak több településrésze van: Bojanića brdo, Zbijeg, Paratuše, Koreja, Došensko brdo, Rijeka és mások. Jutrogošta területén három patak található. A három közül a leghosszabb a Vragolovača, amely a falu északi részén, a Ravni Gaj-on ered és délre folyik. 10 km áramlás után Brezičaniban ömlik a Sanába. A második folyó a Crkvena, amely Zbijeg faluban ered, és 2 km után délre folyik a Jelovača folyóba. A harmadik a Jovi potok nevű kis patak, amely Bursać alatt ered, és dél felé folyik, ahol a Luplja-domb közelében éles kanyart tesz és észak felé folyik, így a patakra nézve az embernek az az érzése, hogy felfelé folyik.

## Népessége
| Nemzetiségi csoport | Népesség 1991 | Népesség 2013 |
| ------------------- | ------------- | ------------- |
| Szerb               | 332           | 150           |
| Bosnyák             | 0             | 0             |
| Horvát              | 0             | 0             |
| Jugoszláv           | 1             | 2             |
| Egyéb               | 4             | 3             |
| Összesen            | 337           | 155           |

## Története
A település 1878-ig tartozott az Oszmán Birodalomhoz, ekkor a berlini kongresszus határozata alapján az Osztrák-Magyar Monarchia része lett. 1879-ben az első osztrák-magyar népszámlálás során a Prijedori járáshoz, és Prijedor községhez tartozó Jutrogošte településnek 44 háztartása és 241 ortodox szerb lakosa volt. 1910-ben a községben 78 háztartást 545 ortodox szerb lakost találtak. A monarchia szétesésével 1918-ban előbb a Szerb-Horvát-Szlovén Királyság, majd 1929-től a Jugoszláv Királyság része. 1921-ben a községnek 94 háztartása és 588 lakosa volt. Jugoszlávia megszállása után a falu a Független Horvát Állam (NDH) része lett. Lakói nagy számban csatlakoztak a szerb felkelőkhöz. 1941 júliusa és 1942 májusa között a környéken súlyos harcok folytak a felkelők és a megszálló csapatok között.
1945-től a település a szocialista Jugoszlávia része volt. 1963-ig Ljubija község része volt. A boszniai háború idején a település a Boszniai Szerb Köztársasághoz tartozott. A daytoni békeszerződést követő területfelosztásnál a település Prijedor község részeként a Szerb Köztársaság területéhez került.

## Kultúra
Jutrogoštában minden évben rendezvényeket tartanak, melyek a májusi „Braća Bojanić” emléktorna, július 12-én Szent Péter és Pál ünnepe, augusztusban pedig a Kozarai és Potkozarai szerb kórusok összejövetele.

## Nevezetességei
- Szent Péter és Pál apostolok tiszteletére szentelt pravoszláv temploma.

- A Crkvena egyik forrása a Vodice-forrás, amely soha nem szárad ki, a vize pedig olyan hideg és iható, amennyire csak kívánni lehet. Ahol a forrás van, ott volt egy templom, de senki sem tudja, mikor. Helyét idővel ekével szántották fel és csak téglák, kerámia tárgyak maradtak belőle. A helyiek azt tartják, hogy volt ott egy kolostor, mert azt az egész völgyet Crkvenának hívják.

## Fordítás
- Ez a szócikk részben vagy egészben  a(z)   Горња Јутрогошта című szerb Wikipédia-szócikk ezen változatának fordításán alapul.  Az eredeti cikk szerkesztőit annak laptörténete sorolja fel. Ez a jelzés csupán a megfogalmazás eredetét és a szerzői jogokat jelzi, nem szolgál a cikkben szereplő információk forrásmegjelöléseként.